# Chérencé-le-Héron
Pour les articles homonymes, voir Chérancé.
Chérencé-le-Héron est une commune française, située dans le département de la Manche en région Normandie, peuplée de 438 habitants.

## Géographie
La commune est dans le sud du département de la Manche, au nord de l'Avranchin. L'atlas des paysages de la Basse-Normandie la classe dans la partie sud de la « Manche centrale », caractérisée par un bocage fermé au faible relief. Son bourg est à 6 km au sud de Villedieu-les-Poêles et à 21 km au nord-est d'Avranches.
La commune est parcourue du nord au sud par la route départementale no 999 (ancienne route nationale 799) qui traverse le bourg, le reliant à Villedieu-les-Poêles au nord et à Brécey au sud. La RD 209 en part vers le nord-ouest permettant de rejoindre Saultchevreuil-du-Tronchet par la RD 33 limitrophe. À l'ouest, la RD 486 relie la RD 209 au bourg de Rouffigny. Le sud du territoire est traversé par la RD 81 qui permet notamment de rejoindre Saint-Martin-le-Bouillant au sud-est. L'A84 est accessible à 8 km au nord, près de Villedieu-les-Poêles (sorties 37 vers Rennes et 38 vers Caen).
Le bourg de Chérencé est sur une ligne de partage des eaux. Les eaux de la moitié occidentale du territoire sont collectées par des premiers affluents de l'Airou, rivière du bassin de la Sienne, dont la Nouette qui est aussi considérée comme un bras de l'Airou. La moitié orientale est dans le bassin de la Sée et est bordée par l'Anguille (appelé aussi le Bieu), affluent direct du fleuve côtier.
Le point culminant (226 m) est le sommet d'une colline au nord du bourg. Le point le plus bas (129 m) correspond à la sortie du territoire de l'Anguille, au sud-est. La commune est bocagère.
| Villedieu-les-Poêles-Rouffigny (comm. dél. de Villedieu-les-Poêles et de Rouffigny) | Sainte-Cécile                 | La Chapelle-Cécelin       |
| La Trinité                                                                          | Chérencé-le-Héron             | Saint-Martin-le-Bouillant |
| La Chaise-Baudouin                                                                  | Saint-Jean-du-Corail-des-Bois | Saint-Martin-le-Bouillant |

### Hydrographie
La commune est située dans le bassin Seine-Normandie. Elle est drainée par le Bieu, l'Airou, la Marchandiere, le cours d'eau 01 de la Basse Quetterie, le cours d'eau 01 de la Provostière, le cours d'eau 01 du Moulin de Chérencé, le cours d'eau 02 du Tertre, le fossé 01 de la Maquillonnière, le fossé 01 des Landières, le fossé 02 de la Besnerie, le fossé 02 de la Guillonnière, le fossé 18 du Bois et divers autres petits cours d'eau,.
Le Bieu, d'une longueur de 15 km, prend sa source dans la commune de La Chapelle-Cécelin et se jette  dans la Sée à Vernix, après avoir traversé dix communes. 

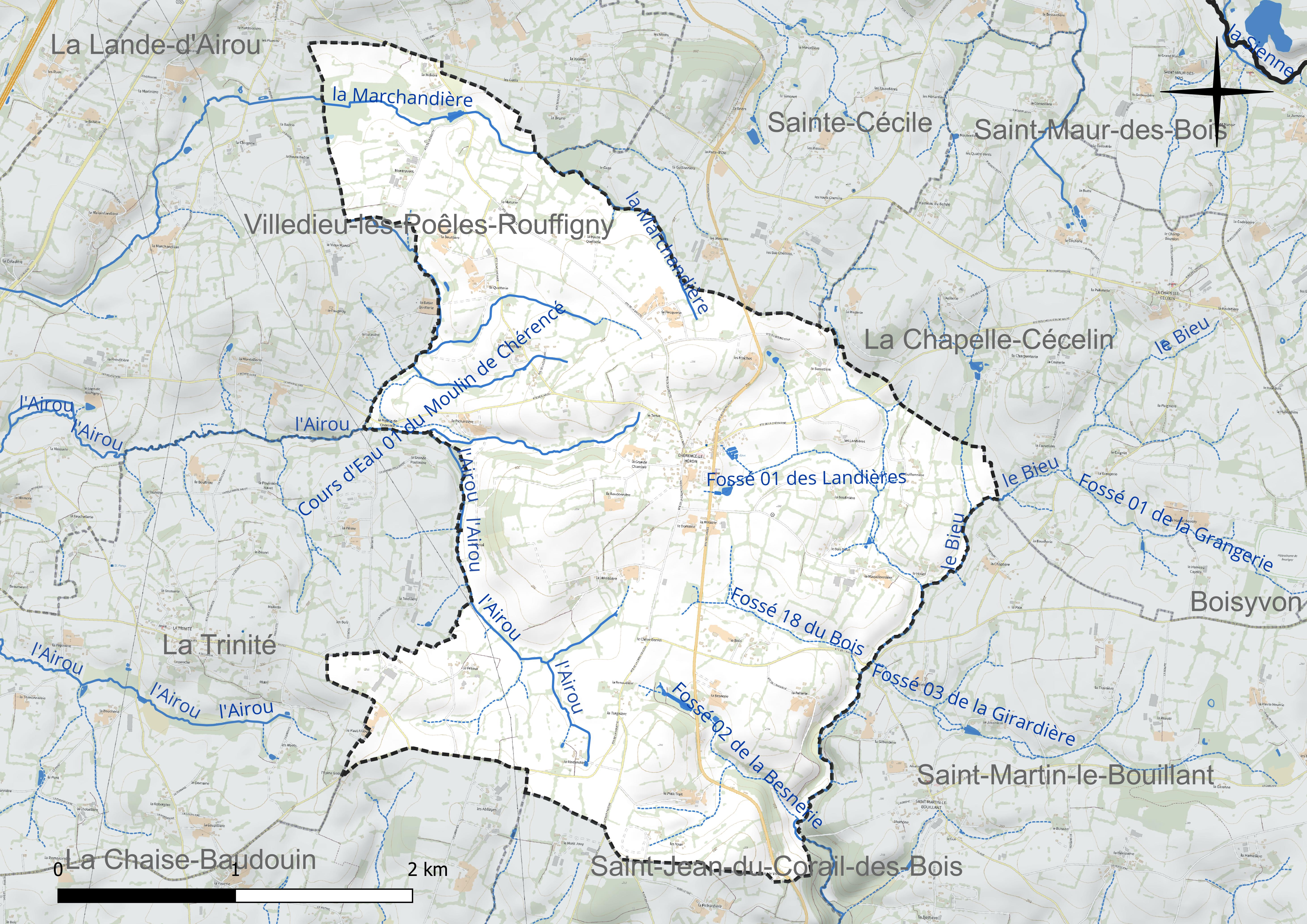
Réseau hydrographique de Chérencé-le-Héron.

### Climat
Pour des articles plus généraux, voir Climat de la Normandie et Climat de la Manche.
En 2010, le climat de la commune est de type climat océanique franc, selon une étude du CNRS s'appuyant sur une série de données couvrant la période 1971-2000. En 2020, Météo-France publie une typologie des climats de la France métropolitaine dans laquelle la commune est exposée à un climat océanique et est dans la région climatique  Normandie (Cotentin, Orne), caractérisée par une pluviométrie relativement élevée (850 mm/a) et un été frais (15,5 °C) et venté. Parallèlement le GIEC normand, un groupe régional d’experts sur le climat, différencie quant à lui, dans une étude de 2020, trois grands types de climats pour la région Normandie, nuancés à une échelle plus fine par les facteurs géographiques locaux. La commune est, selon ce zonage, exposée à un « climat contrasté des collines », correspondant au Bocage normand, bien arrosé, voire très arrosé sur les reliefs les plus exposés au flux d’ouest, et frais en raison de l’altitude.
Pour la période 1971-2000, la température annuelle moyenne est de 10,4 °C, avec une amplitude thermique annuelle de 12,7 °C. Le cumul annuel moyen de précipitations est de 1 093 mm, avec 14,6 jours de précipitations en janvier et 9,4 jours en juillet. Pour la période 1991-2020, la température moyenne annuelle observée sur la station météorologique la plus proche, située sur la commune de Cerisy-la-Salle à 26 km à vol d'oiseau, est de 11,5 °C et le cumul annuel moyen de précipitations est de 1 112,5 mm,. Pour l'avenir, les paramètres climatiques de la commune estimés pour 2050 selon différents scénarios d’émission de gaz à effet de serre sont consultables sur un site dédié publié par Météo-France en novembre 2022.

## Urbanisme

### Typologie
Au 1er janvier 2024, Chérencé-le-Héron est catégorisée commune rurale à habitat dispersé, selon la nouvelle grille communale de densité à sept niveaux définie par l'Insee en 2022.
Elle est située hors unité urbaine. Par ailleurs la commune fait partie de l'aire d'attraction de Villedieu-les-Poêles-Rouffigny, dont elle est une commune de la couronne,. Cette aire, qui regroupe 11 communes, est catégorisée dans les aires de moins de 50 000 habitants,.

### Occupation des sols
L'occupation des sols de la commune, telle qu'elle ressort de la base de données européenne d’occupation biophysique des sols Corine Land Cover (CLC), est marquée par l'importance des territoires agricoles (96,9 % en 2018), une proportion identique à celle de 1990 (96,9 %). La répartition détaillée en 2018 est la suivante : prairies (57 %), zones agricoles hétérogènes (30,3 %), terres arables (9,5 %), zones urbanisées (2,9 %), forêts (0,2 %). L'évolution de l’occupation des sols de la commune et de ses infrastructures peut être observée sur les différentes représentations cartographiques du territoire : la carte de Cassini (XVIIIe siècle), la carte d'état-major (1820-1866) et les cartes ou photos aériennes de l'IGN pour la période actuelle (1950 à aujourd'hui).

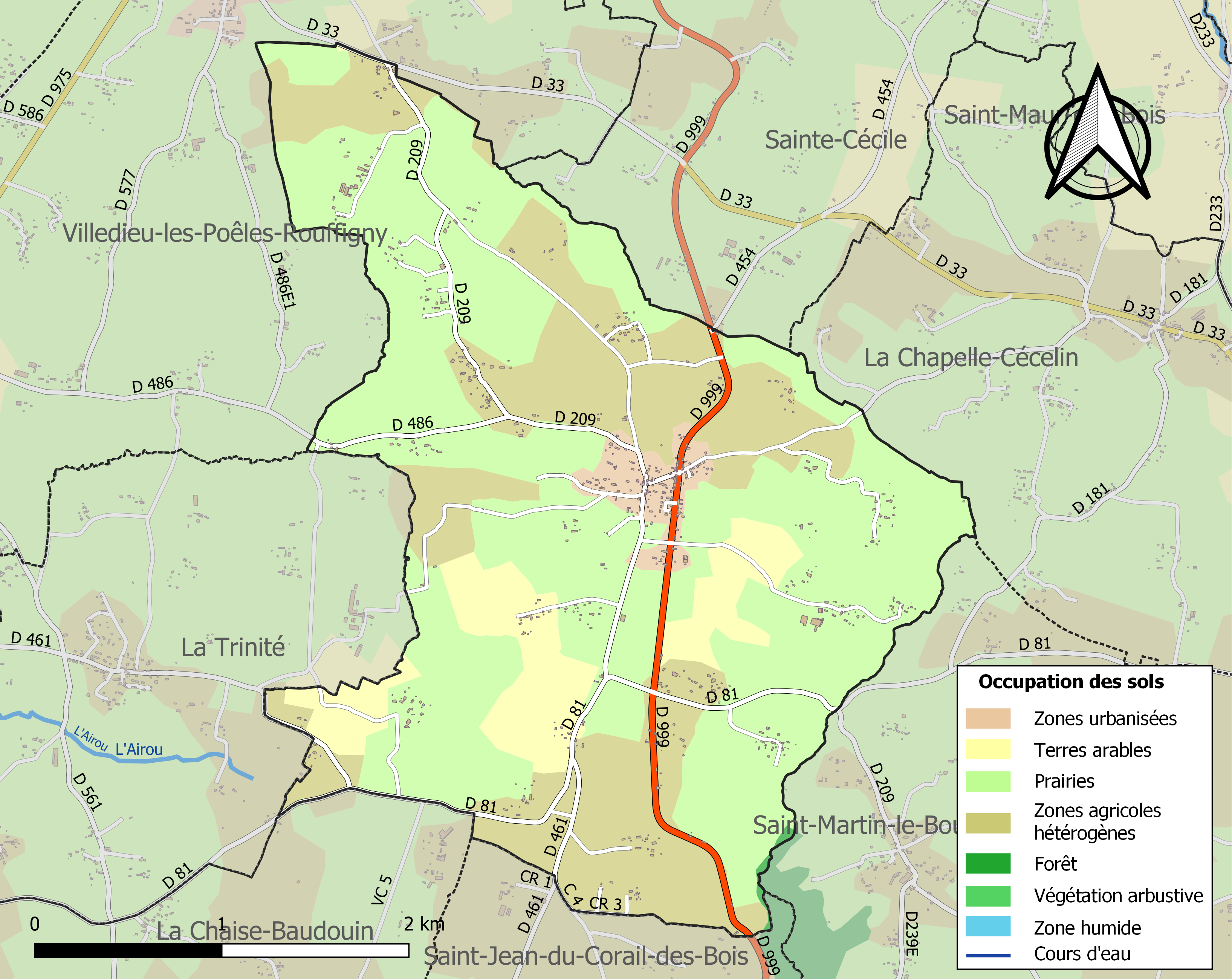
Carte des infrastructures et de l'occupation des sols de la commune en 2018 (CLC).

## Toponymie
Le nom de la localité est attesté sous les formes de Carenceio en 1186, Charenceyo en 1369-1370 et Charencé en 1422.
Il semble issu de l'anthroponyme gaulois ou roman Carantius ; la commune s'est également appelée Cherencey le Héron en 1889,.
L'ajout du déterminant -le-Héron est attesté dès le XIVe siècle. Il a été rendu nécessaire par la proximité (environ 17 km) d'un autre Chérencé, devenu par la suite Chérencé-le-Roussel. Le Héron s'écrivait autrefois le Hairon, ce nom devait être celui de l'Airou qui désigne la rivière qui prend sa source à l'est du territoire de la commune voisine de La Trinité.
Le gentilé est Chérencéen.

## Histoire
La paroisse eut pour seigneur Gabriel II de Montgommery (c. 1560-1635), chef des protestants de l'Avranchin, également seigneur de Ducey.
À la Révolution, Étienne Giroult (1756-1793), né à Chérencé-le-Héron, fut élu député à la première Assemblée législatives (1791 au 27 septembre 1792). Royaliste modéré, poursuivi comme contre-révolutionnaire, il se cacha dans le clocher de l'église du Mesnil-Garnier, d'où il tomba, mortellement.

## Politique et administration
| Période                                  | Période   | Identité               | Étiquette | Qualité              |
| ---------------------------------------- | --------- | ---------------------- | --------- | -------------------- |
| 1830                                     | 1870      | Pierre-Amand Lejamptel |           |                      |
|                                          |           |                        |           |                      |
| 1935                                     | 1960      | Charles Dubreuil       |           |                      |
| 1960                                     | 1995      | Roland Letellier       |           |                      |
| juin 1995                                | mars 2001 | Daniel Hamel           | SE        | Agriculteur          |
| mars 2001                                | mars 2008 | Bernard Landrie        | SE        | Agriculteur retraité |
| mars 2008                                | mars 2014 | Philippe Clément       | SE        | Retraité (armée)     |
| mars 2014                                | mai 2020  | Christophe Chaumont    | SE        | Artisan commerçant   |
| mai 2020                                 | En cours  | Joël Plaine            | SE        | Artisan retraité     |
| Les données manquantes sont à compléter. |           |                        |           |                      |

Le conseil municipal est composé de onze membres dont le maire et trois adjoints.

## Démographie
L'évolution du nombre d'habitants est connue à travers les recensements de la population effectués dans la commune depuis 1793. Pour les communes de moins de 10 000 habitants, une enquête de recensement portant sur toute la population est réalisée tous les cinq ans, les populations de référence des années intermédiaires étant quant à elles estimées par interpolation ou extrapolation. Pour la commune, le premier recensement exhaustif entrant dans le cadre du nouveau dispositif a été réalisé en 2008.
En 2022, la commune comptait 438 habitants, en évolution de +10,05 % par rapport à 2016 (Manche : −0,31 %, France hors Mayotte : +2,11 %).
Chérencé-le-Héron a compté jusqu'à 846 habitants en 1836.
| 1793 | 1800 | 1806 | 1821 | 1831 | 1836 | 1841 | 1846 | 1851 |
| ---- | ---- | ---- | ---- | ---- | ---- | ---- | ---- | ---- |
| 700  | 582  | 778  | 818  | 769  | 846  | 814  | 760  | 804  |

| 1856 | 1861 | 1866 | 1872 | 1876 | 1881 | 1886 | 1891 | 1896 |
| ---- | ---- | ---- | ---- | ---- | ---- | ---- | ---- | ---- |
| 770  | 801  | 783  | 784  | 783  | 716  | 670  | 651  | 603  |

| 1901 | 1906 | 1911 | 1921 | 1926 | 1931 | 1936 | 1946 | 1954 |
| ---- | ---- | ---- | ---- | ---- | ---- | ---- | ---- | ---- |
| 618  | 604  | 607  | 582  | 571  | 581  | 569  | 557  | 544  |

| 1962 | 1968 | 1975 | 1982 | 1990 | 1999 | 2006 | 2008 | 2013 |
| ---- | ---- | ---- | ---- | ---- | ---- | ---- | ---- | ---- |
| 515  | 493  | 442  | 345  | 354  | 409  | 387  | 381  | 384  |

| 2018 | 2022 | - | - | - | - | - | - | - |
| ---- | ---- | - | - | - | - | - | - | - |
| 419  | 438  | - | - | - | - | - | - | - |

## Lieux et monuments
- Église Notre-Dame du XVe siècle et reconstruite en 1877 avec une voûte de nef lambrissée. Le sol est jonché de pierres tombales dont une de 1628[44].

Elle abrite des fonts baptismaux (Moyen Âge), un bénitier en granit (XVe), pierre tombales (XVIIe) transformées en bénitier, statues de Jeanne d'Arc (XIXe), les tableaux de : l'Assomption (XVIIe) et sainte femme (XVIIe) et une verrière de Mazuet et Gérard Bourget. L'église fut la possession de la commanderie de Villedieu puis de Fraslin de Husson, seigneur de Ducey et de Chérencé-le-Héron, marié à Clémence du Guesclin, sœur du connétable Bertrand du Guesclin. Revenue aux Montgommery, ces derniers y possédèrent un château dont seule la tradition a conservé le nom de Douves.
- Ancien presbytère près de l'église.
- Maison en granit aux linteaux parfois sculptés et datés dont un de 1864[44].
- Lavoir.
- Oratoire de la Vierge.

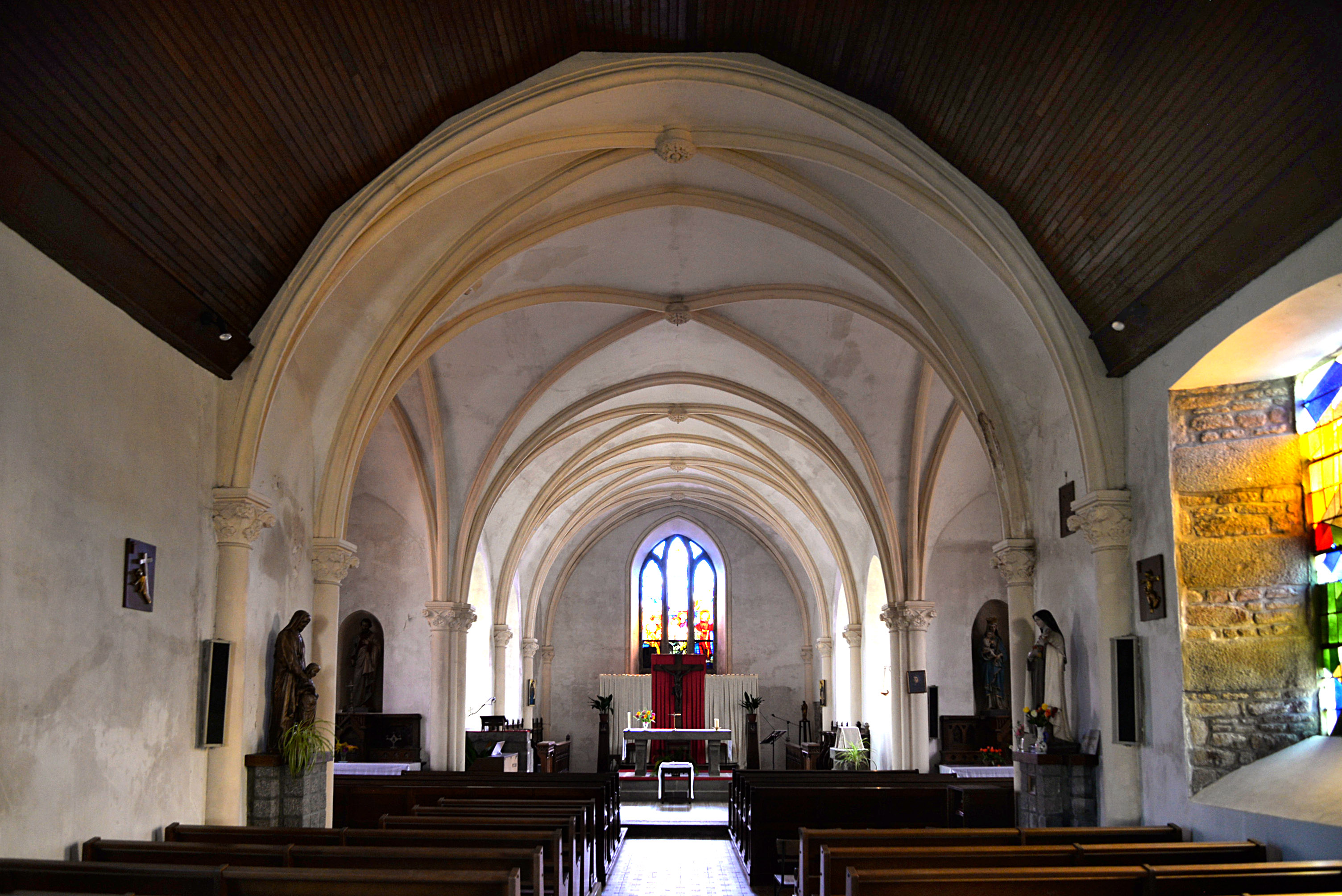
La nef de l’église Notre-Dame.
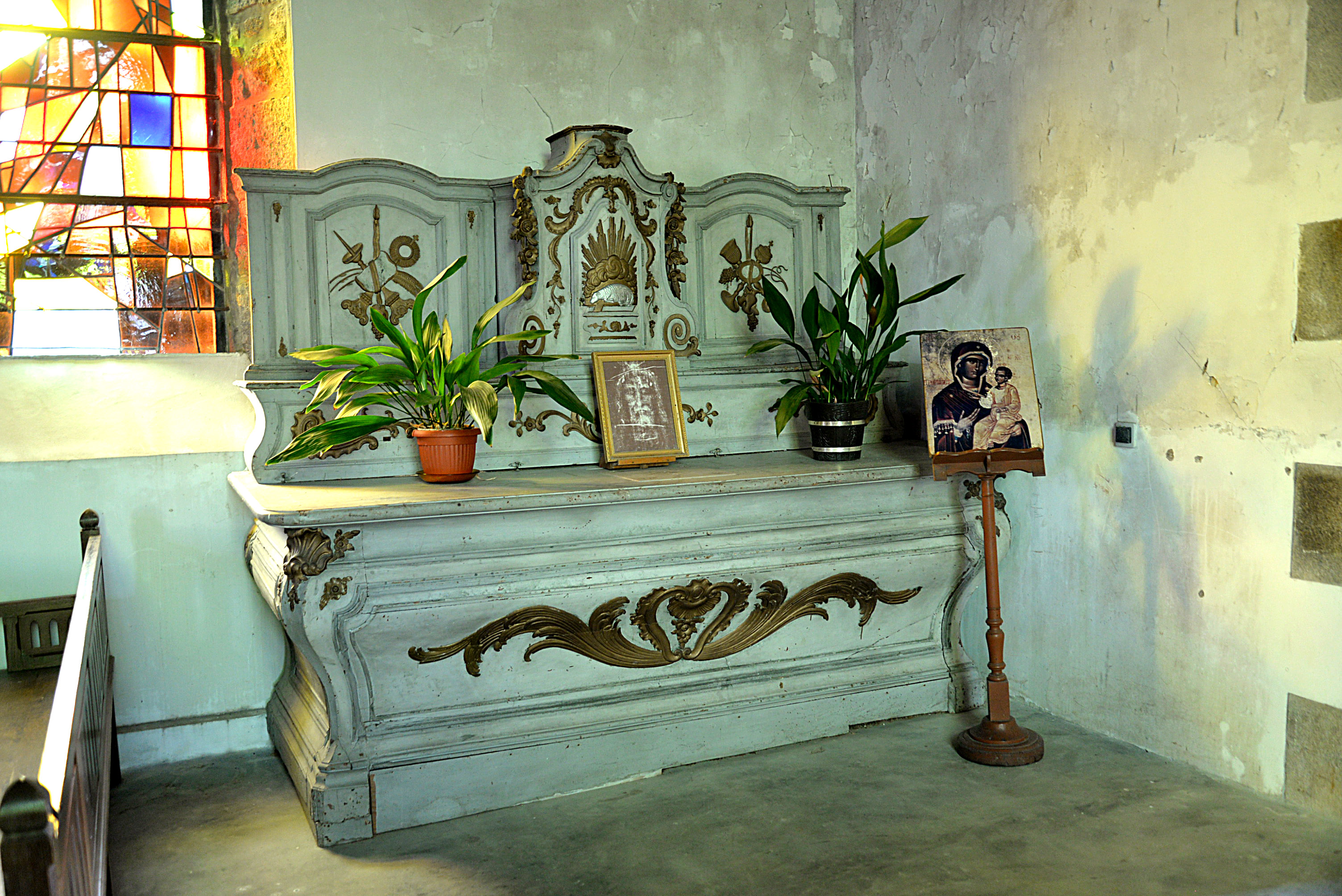
L'ancien maitre-autel.

Pour mémoire
- Château de Douves, possession de la famille de Montgommery[36].

## Activité et manifestations
- Fête communale en juillet.

## Personnalités liées à la commune
- Guillaume Heiron (heironius ou Heiro), archidiacre d'Avranches qui fera venir les moines Tancrède et Étienne pour fonder en 1143 l'abbaye de La Lucerne[36].
- Étienne Giroult (1756 à Chérencé-le-Héron - 1793), homme politique.